# Yemas de Santa Teresa

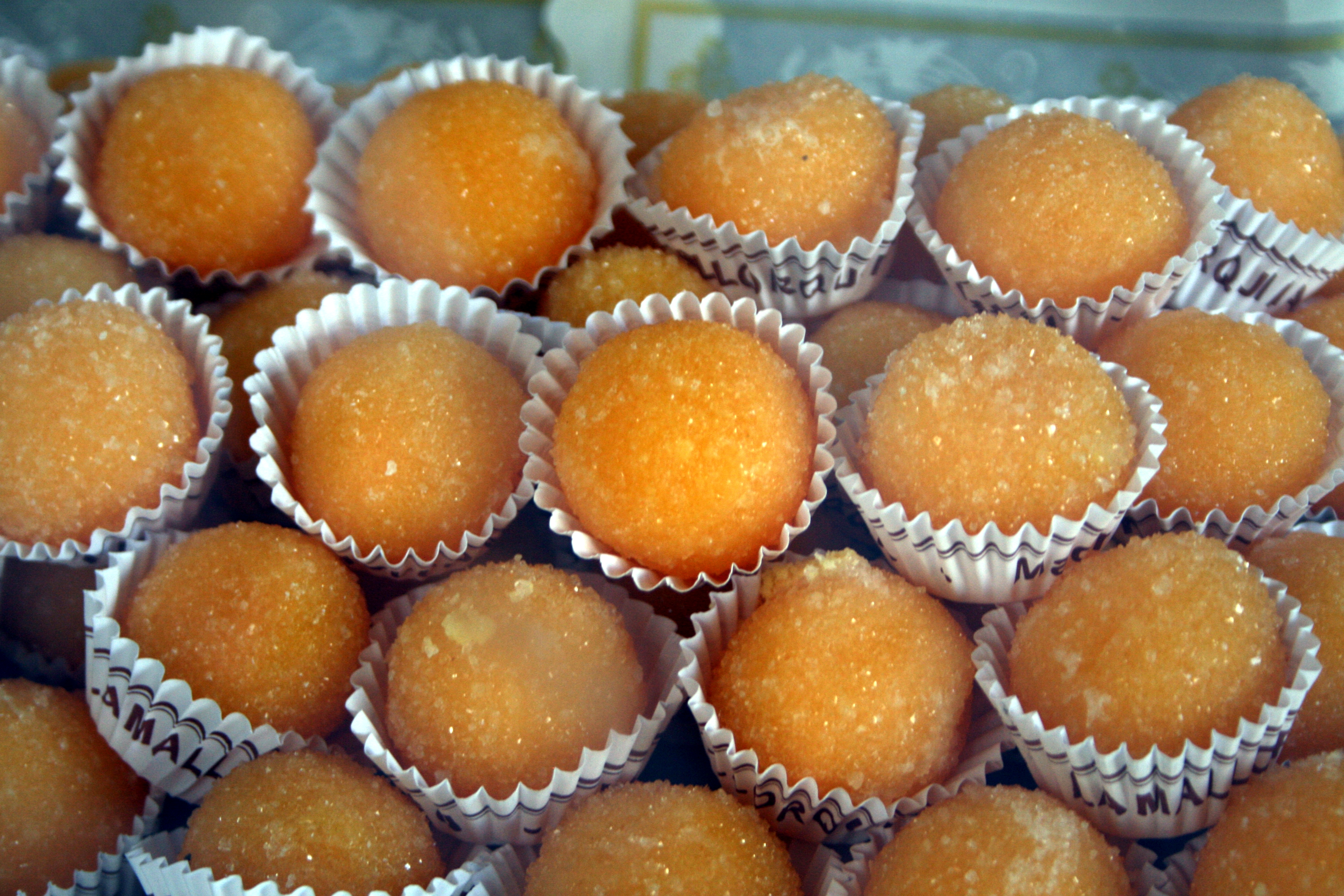
Yemas de Ávila en sus tartaletas de papel.

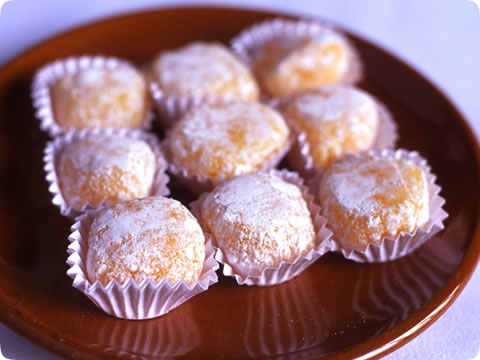
Yemas de santa Teresa.

Las yemas de santa Teresa o yemas de Ávila son el elemento de repostería más identificador de la provincia de Ávila (Castilla y León). Su fama ha trascendido al área de la provincia y ahora resulta posible adquirirlos en diversas pastelerías a lo largo de España. La popularidad de este dulce lo ha convertido en la actualidad en una especie de souvenir ligado a la ciudad de Ávila. Su aspecto en forma de pequeñas bolas de color naranja y expuestas en una tartaleta de papel blanco se han hecho muy populares. Se nombran en honor a santa Teresa de Jesús.

## Historia
El origen de este elemento repostero es incierto, existiendo diversas historias al respecto. Una de las teorías acerca de su origen se centra en la posibilidad de que se remonte a un origen de la cocina andalusí. El obrador Isabelo Sánchez, dueño y fundador de la pastelería de La Dulce Avilesa (conocida en la actualidad como La Flor de Castilla) comercializó por primera vez el dulce en 1860 bajo la denominación de «yemas de santa Teresa». Finalmente fue inscrita por él como marca registrada. El éxito del dulce hizo que otros reposteros vendieran el mismo dulce con dicho nombre. Otra de las ideas acerca de su origen procede de la elaboración de la repostería monacal del convento de Santa Teresa de Ávila antes de la reforma carmelitana. A comienzos de siglo XXI la demanda de yemas de santa Teresa creció en el mercado norteamericano haciendo que se desarrollara un nuevo sistema de embalaje, con el objeto de aumentar su preservación. Finalmente se optó por un envasado especial con atmósfera protectora con el objeto de penetrar en el mercado norteamericano.

## Características
Este dulce se elabora con la yema de huevo y azúcar exclusivamente, siendo estas batidas en boles de cobre. La masa se deja enfriar y reposar, tras ello se forman unas bolas de un par de centímetros de diámetro y se suelen poner en tartaletas de papel.